# Lohsa
Lohsa (alt sòrab: Łaz) és un municipi alemany que pertany a l'estat de Saxònia. Es troba als marges del riu Petit Spree, a l'est de Wittichenau i Hoyerswerda. La davallada de la mineria de lignit i la construcció d'embassaments ha provocat que alguns llogarets hagin estat abandonars, com Buchwald (1926-1932), Dreiweibern (1985); Geißlitz (1960), Kolpen (1960), Lippen (1960-1961), Neida (1936-1.947 i 1951-1952), Neu Lohsa (1943-1947), Ratzen (1960), Scheibe (1984) i Ziegenpfauze (1955).

## Nuclis de població
- Dreiweibern (Tři Žony); 40 h.
- Driewitz (Drěwcy); 146 h.
- Friedersdorf (Bjedrichecy); 208 h.
- Groß Särchen (Wulke Ždźary); 1215 h.
- Hermsdorf/Spree (Hermanecy); 216 h.
- Koblenz (Koblicy); 408 h.
- Lippen (Lipiny); 70 h.
- Litschen (Złyčin); 312 h.
- Lohsa (Łaz); 1789 h.
- Mortka (Mortkow); 189 h.
- Riegel (Roholń); 123 h.
- Steinitz (Šćeńca); 349 h.
- Tiegling (Tyhelc); 64 h.
- Weißig (Wysoka); 76 h.
- Weißkollm (Běły Chołmc); 828 h.

## Personatges il·lustres
- Rosemarie Ackermann, campiona olímpica.